# Gong (revista)
Gong es una revista de televisión alemana, propiedad del conglomerado de medios Funke Mediengruppe.

## Historia
La primera edición de Gong apareció en octubre de 1948 con información de radio y de la incipiente televisión alemana. La revista se publica semanalmente y tiene su sede en Núremberg. Anteriormente tuvo su sede en Múnich.
Desde 1979, la revista otorga los premios anuales Goldener Gong, para destacar a los mejores actores, directores, escritores, presentadores y productores en el mundo de la televisión alemana.